# نعیم (دهستان)
 نعیم  به عربی ( الَنعیم  )، نام دهستانی است در ناحیهٔ شمال شبام کوکبان، واعمال تعز، از توابع استان تَعِز در کشور یمن در شبه جزیره عربستان. 

## جمعیت
جمعیت آن ( ۹۵۲ ) نفر (۱۹ خانوار) می‌باشد.

## منبع
- المقحفی، ابراهیم، احمد ، (مُعجَم المُدُن وَالقَبائِل الیَمَنِیَة) ، منشورات دار الحکمة، صنعاء، چاپ پنجم، وانتشار سال ۱۹۸۵ میلادی به (عربی).